# Lombia
Lombia település Franciaországban, Pyrénées-Atlantiques megyében. Lakosainak száma 208 fő (2022. január 1.). Lombia Séron, Arrien, Bédeille, Eslourenties-Daban, Lespourcy, Saubole, Sedze-Maubecq, Sedzère és Urost községekkel határos.

## Népesség
A település népességének változása:
| Lakosok száma | 208  | 212  | 211  | 207  | 207  | 206  | 209  | 208  | 208  |
|               | 2013 | 2015 | 2016 | 2017 | 2018 | 2019 | 2020 | 2021 | 2022 |